# Бескрајна прича
Бескрајна прича је најпопуларнији роман за децу и младе чувеног немачког писца Михаела Ендеа. Писан је као роман за децу, али је убрзо по објављивању, 1979. године, прерастао у популарно штиво за све генерације и постигао сензационалан успех широм света. Овај роман спада међу најнеобичнија дела написана у жанру фантастике.
Године 1984. тада већ чувени немачки редитељ Волфганг Петерсен снимио је по овом роману истоимени филм, дотад најскупљи филм немачке кинематографије.
Бескрајна прича преведена је на српски језик и први пут објављена 1985. године. Део је програма у настави српског језика у четвртом разреду основне школе у Србији.

## О делу
Бескрајна прича је најпознатији роман за децу и младе Михаела Ендеа. Може се читати као узбудљива фантастична прича, али поред тога Ендеов свет нуди ненадмашно упечатљиву визију моћи људске маште, коју сваки читалац треба да подели са главним јунаком, дечаком Бастијаном, док путује Земљом Фантазијом. Млађи читаоци је могу читати на нивоу бајке, а старији ће уживати у дубљим значењима књиге. Поједини делови књиге прате догађаје у реалности и радња се већином дешава у књижари и на тавану школе, док други део прати радњу у имагинарном свету Земље Фантазије. Ова два света у књизи су међусобно испреплетана и задиру један у други. У самом роману ова два света одвојена су различитим обликом слова којима је текст штампан — радња у Земљи Фантазији штампана је нормалним словима, док је радња која се дешава у реалности штампана курзивом (искошеним словима).
Свет о којем аутор пише вешто је описан. Осим чудесних пејзажа и необичних бића, он има и своје властите законе. Прича је свевремена, а у основи се своди се на борбу између добра и зла. Основна тема је улога маште и фантазије у измишљеном, али и у стварном свету. Сам аутор је изјавио да му циљ није био да поучава или образује, већ да читаоцу пружи чаролију посебног света, који има прилику да доживи читајући његову књигу.  
Роман Бескрајна прича је класично дело за младе, које подједнако воле и старији читаоци. Прелази границе, како оне између различитих култура, тако и жанровске границе између књига за децу и књига за одрасле.

## Радња
Књига прати гојазног и маштовитог дечака, Бастијана Балтазара Букса, кога је отац занемарио након смрти Бастијанове мајке. Док бежи од школских насилника, Бастијан улази у антикварну књижару Карла Конрада Кореандера, где му пажњу привлачи књига под називом Бескрајна прича. Не могавши да се одупре, он краде књигу и сакрива се на тавану своје школе, где почиње да чита.
Прича коју Бастијан чита смештена је у магичну земљу Фантазију, место чуда којим влада доброћудна и тајанствена Детиња Царица. Велика делегација долази код Царице да тражи њену помоћ против безобличног ентитета познатог као „Ништа”, који се шири Фантазијом. Делегати су шокирани када их Царичин лекар, кентаур по имену Каирон, обавештава да је Царица болесна и да је одабрала ратника по имену Атреј да пронађе лек. Када је пронашао Атреја, дечака од 10 година, Каирон му даје АУРИН: моћну амајлију која ће га штитити од свих повреда. Пратећи савет џиновске корњаче Древне Морле, Атреј креће у потрагу за пророчицом познатом као Ујулала, које можда зна прави лек за Царицу. На путовању до ње, помаже му змај среће по имену Фухур, кога он спасава од Многоструке Играмул, створења које мења облик. Ујулала му открива да је једино што може да спаси Царицу ново име које би јој дало људско дете, које се може наћи само изван граница Фантазије.
Читајући причу, Бастијана све више узнемиравају наговештаји да су ликови на неки начин свесни да он чита њихове авантуре, да могу да га чују или чак виде на моменте. Док Фухур и Атреј траже границе Фантазије, Атреј је збачен са змајевих леђа у сукобу са четири ветрена дива и губи АУРИН у мору. Атреј пада крај рушевина Града духова, где живе разна створења таме. Лутајући опасним градом, Атреј проналази вукодлака Гморка, окованог и на самрти, који му говори да су сви житељи града добровољно скочили у Ништа. Тамо, захваљујући неодољивој привлачности деструктивног феномена, Фантазијци постају лажи у људском свету. Вук такође открива да је он слуга силе која стоји иза Ништа и да је послат да спречи Царичиног изабраног јунака да је спасе. Гморк затим открива да га је, када је открила његову издају против Царице, градска кнегиња заточила и оставила да умре од глади. Када Атреј објави да је он јунак којег је Гморк тражио, вук се смеје и подлеже смрти. Када му се дечак приближи, Гморкове чељусти инстинктивно хватају Атрејеву ногу, спречавајући га да побегне од Ништа. У међувремену, Фухур налази АУРИН у мору и стиже на време да спасе Атреја од брзог приближавања Ништа.
Фухур и Атреј одлазе код Детиње Царице, која их уверава да су јој довели њеног спасиоца; Бастијан сумња да Царица мисли на њега, али није у стању да поверује у то. Када Бастијан одбије да изговори њено ново име, како би га натерала да испуни своју улогу спасиоца, сама Царица лоцира Старца са Лутајуће планине, који поседује књигу такође под насловом Бескрајна прича, коју Царица захтева да прочита наглас. Кад овај почне, Бастијан је задивљен открићем да се књига коју чита понавља, почиње изнова кад год Царица стигне до Старца — само овога пута, прича почиње Бастијановим сусретом са Кореандером, његовом крађом књиге и свим осталим његовим акцијама на тавану. Схвативши да ће се прича заувек понављати без његове интервенције, Бастијан даје Царици име „Месечево Дете”, и са њом се појављује у Фантазији, где обнавља њено постојање кроз сопствену машту. Царица му даје и АУРИН, на чијој полеђини налази натпис „Учини оно што желиш”.
За сваку жељу, Бастијан губи сећање на свој људски живот. У почетку несвестан тога, Бастијан пролази кроз Фантазију, доживљава бројне авантуре и прича приче, док губи сећања. Упркос упозорењима Атреја и својих других пријатеља, Бастијан користи АУРИН да створи створења и опасности како би могао да их покори, што изазива неке негативне споредне ефекте за остатак Фантазије, међу којима су опасни змај Смерг и Шламуфи, луда крилата створења налик на кловнове. На подстицај зле чаробнице Ксаиде, и са мистериозним одсуством Детиње Царице, Бастијан одлучује да влада Фантазијом као цар. Током церемоније крунисања зауставља га Атреј, кога Бастијан тешко рани у бици која је била толико жестока да је довела до уништења Куле од слоноваче. Бастијан касније долази до „Града старих царева”, насељеног људским бићима која су раније дошла у Фантазију, али нису успела да нађу излаз, и тамо живе бесмислене животе. Коначно, покајаном Бастијану остају само два сећања: на оца и на сопствено име. После још неколико авантура, Бастијан мора да се одрекне сећања на свог оца да би открио да је његова најјача жеља да буде способан да воли и да даје љубав другима.
После много тражења, и након што је изгубио своје последње сећање на живот пре Фантазије (његово име и знање о себи), Бастијан није у стању да пронађе Воду живота са којом би са својим сећањима напустио Фантазију. После напада Шламуфа, спасавају га Атреј и Фухур. По сопственој вољи, Бастијан полаже АУРИН пред ноге свог пријатеља, а Атреј и Фалкор са њим улазе у АУРИН, где Вода живота захтева да зна Бастијаново име, и да ли је Бастијан завршио све приче које је започео на свом путовању, што он није учинио. Тек након што Атреј каже Бастијаново име и обећа да ће завршити све приче за њега, Вода живота дозвољава Бастијану да се врати у људски свет, заједно са нешто мистичне воде. Након што је попио Воду живота, Бастијан се враћа у свој првобитни облик, осећајући се пријатно и срећно у њему. Враћа се свом оцу, коме прича целу причу о својим авантурама, а његов отац се опоравља од туге. После тога, Бастијан признаје Кореандеру да је украо његову књигу и да ју је изгубио, али Кореандер пориче да је икада поседовао такву књигу. Он открива да је такође био у Фантазији, да је књига вероватно прешла у руке неког другог и да ће Бастијан – као и он – на крају показати људима многе путеве до Фантазије.

## Главни ликови
Бастијан – дебељушкаст дечак ког у школи малтретирају. Изгубио је мајку, после чега се покварио његов однос са оцем. Њих двојица ретко разговарају, због чега се осећа отуђеним. Тако усамљен, отуђен и несигуран, спас тражи у књигама. Бастијан воли да чита и вешт је и у измишљању и причању прича. Када и сам постане јунак једне од прича, његов живот се мења. Постаје лепша слика себе, мршав, леп и складан, због чега стиче самопоуздање. Његов измењен физички изглед мења и његов карактер. Постаје слободнији и храбрији, самопоуздан и жељан свега. С временом те његове новостечене особине се кваре. Његово самопоуздање постаје охолост, а храброст постаје лудост. Постаје самодопадљив и тако подложан манипулацији. Губи људе којима је до њега стало и оно најгоре, губи себе. То је приказано на најочигледнији начин, тако што губи свест о себи, својој прошлости, пореклу и свему што га је довело до садашњег стања. Ипак, доброта његовог срца није до краја угушена. Она га ипак доводи до срећног краја, када он спознаје своје праве вредности. То нису ни самопоуздање ни храброст, већ љубав коју има према другима и коју други осећају према њему. Због тога одбацује свој нови изглед и враћа се на старо. Али ни то старо више није исто, јер је остао психички промењен, што је ипак најважније.
Атреј – јунак ког је Детиња Царица послала у потрагу за спасиоцем Земље Фантазије. Он без поговора креће на пут и упушта се у храбре пустоловине како би испунио своју мисију. Тај храбар дечак у Бастијану брзо препозна пријатеља. Настоји му помоћи на његовом путу, па чак и онда када Бастијан постаје несносан, охол и помало зао. Атреј у њему и тада види доброту коју ваља спашавати, па се труди да позитивно утиче на њега у доношењу одлука. Чак и пошто га Бастијан одбаци, Атреј наставља да се бори за њега, његово сећање и повратак кући. На крају његова борба успева и он успева да помогне пријатељу да се врати кући.

## Филмска адаптација
Године 1980. Михаел Енде и његови издавачи потписали су уговор са младим продуцентом за филмска права за Бескрајну причу. Енде је био незадовољан сценариом и чак је покренуо судски спор да се снимање обустави, али је филм ипак снимљен. Након четири године преговора и спорова филмска верзија Бескрајне приче је коначно завршена 1984. године. Редитељ филма Волфганг Петерсен већ је стекао славу по немачком ратном филму Подморница (1981). Премијера филма била је 6. априла 1984. године.